# Boloria pyrenesmiscens
Boloria pyrenesmiscens är en fjärilsart som beskrevs av Ruggero Verity 1932. Boloria pyrenesmiscens ingår i släktet Boloria och familjen praktfjärilar. Inga underarter finns listade i Catalogue of Life.